# Jiráskovo gymnázium Náchod
Jiráskovo gymnázium Náchod je gymnázium s více než stoletou tradicí, které nabízí všeobecné studium osmileté a čtyřleté. Každý ročník má dvě třídy po třiceti žácích, celková kapacita školy je 720 žáků. Žáci školy jsou přijímáni na VŠ s přibližně 90% úspěšností.

## Historie

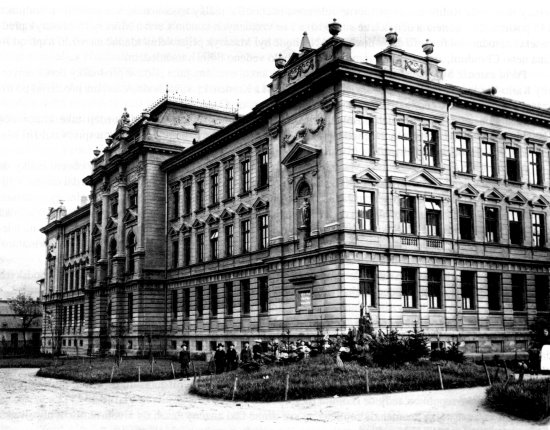
Foto budovy krátce po dokončení

V roce 1896, když byly ještě nejbližší reálky v Hradci Králové a Pardubicích, rozhodlo se městské zastupitelstvo zřídit jednu v Náchodě. Ve stejném roce dne 20. května byla podepsána zřizovací listina školy. Prvním zřizovatelem školy se stává město (až do roku 1906, kdy tuto roli přebral stát). První žáci (61 chlapců) se začali učit v září roku 1897 v prostorách tehdy nové školy v Komenské ulici, kde reálka sídlila čtyři roky. Prvním ředitelem byl Bedřich Procházka, profesor deskriptivní geometrie a matematiky na reálce v Karlíně. Dobový tisk se pozastavoval nad tím, že nebyly otevřeny dvě třídy, ale pouze jedna, protože v okolních městech byl dostatek měšťanských škol.
První školní rok slavnostně otevřeli 18. září 1897 čelní představitelé města: okresní hejtman, zemský soudní rada a princ Vilém Schaumburg-Lippe. První maturanti skládali zkoušky v roce 1904. Maturovalo se z českého, německého a francouzského jazyka, matematiky a deskriptivní geometrie. Absolventi dále mířili na české technické vysoké školy. 
Od školního roku 1909/1910 byla náchodská reálka postupně přeměňována na osmitřídní reálné gymnázium. Poslední absolventi reálky maturovali v roce 1915.
Od roku 1908 mohly do školy docházet i dívky. Studentky však nebyly vyvolávány, zkoušeny ani hodnoceny, skládaly semestrální zkoušky. Na úroveň chlapců se dostaly až po první světové válce a vzniku Československé republiky. Během první republiky sami studenti dále založili Organizaci studenstva reálného gymnázia v Náchodě a zřídili školní čítarnu novin a časopisů.
Během druhé světové války se gymnázium muselo vzdát své budovy. Tu v roce 1942 zabraly jednotky wehrmachtu.  

### Ředitelé a správci školy
- Bedřich Procházka (1897–1904)
- Adolf Mach (1904–1912)
- František Sokol (1912–1923)
- Jindřich Spal (1923–1937)
- Václav Vávra (1937–1941)
- Otakar Julák (1941–1945)
- Miloslav Hlaváček (1945–1951)
- Jaroslav Máslo (1951–1971)
- Stanislav Zahradník (1971–1972)
- Jarmila Nekvapilová (1972–1984)
- Josef Holec (1984–1990)
- Aleš Fetters (1990–1991)
- Miloslav Javůrek (1991–1999)
- Pavel Škoda (1999–dosud)

## Budova školy
Během jara 1898 probíhala architektonická soutěž na stavbu nové školy pro účely reálky. Ta prozatím sídlila v chlapecké obecní škole na Komenského ulici. Zvítězil návrh na novorenesanční budovu architekta Vratislava Pasovského a projektovou dokumentaci vypracoval místní stavitel Jaroslav Hakauf. Když se vybíralo místo pro novou budovu školy, uvažovalo se o několika místech: "knížecí" parcely tzv. Petrova dvora, parcely ve svahu na Roudném (dnešní Purkyňova ulice a nemocnice), zahrady na Novém Světě za sokolovnou a tzv. děkanská zahrada u kostela sv. Michala. Nakonec byla vybrána děkanská zahrada a z jara roku 1900 se začalo kopat. Budova tedy měla stát mezi ulicemi Komenského a Českých bratří podle uličky Svatomichalské. Zde tehdy město končilo. Stavba pokračovala rychle a v zimě již byla téměř hotova.
Požádali tedy na počátku roku 1901 Aloise Jiráska, aby zaslal citáty, které by se hodily k nové škole. Alois Jirásek zaslal tři hesla, z nichž se vybrala první dvě:
Květ citu, světlo rozumu, ó školo pěstuj a zasaď kořen povah rozhodných.
U zemské brány bdělou stráží povždy buď českého ducha.
Uč kroku jistému a zraku jasnému do školy života.
Budova byla slavnostně otevřena 18. září 1901. Byla to největší budova v Náchodě a stavba stála téměř půl milionu korun. Vystavěl ji místní stavitel Josef Hakauf podle náčrtků pražských architektů Vratislava Pacovského a Jana Žáka.

## Významní absolventi a studenti
- Jan Kratochvíl (1889–1975), československý generál, velitel 1. československého armádního sboru[6]
- Jindřich Freiwald (1890–1945), český archiktekt, žák Jana Kotěry[6]
- Prof. Ing. Dr. Josef Řezníček (1893–1953), průkopník české elektrotechniky, profesor na ČVUT[6]
- PhDr. Josef Škvorecký (1924–2012), spisovatel, esejista, překladatel a exilový nakladatel[6]
- Egon Hostovský (1908–1973), prozaik, redaktor a novinář[6]
- Jaroslav Celba (1924–2013), jazzový kytarista a hudební skladatel[7][6]
- Dr. Oskar Sýkora, Ph.D. (1929–2018), vědec a vysokoškolský pedagog v oboru stomatologie[6]
- Vilém Bernard (1912–1992), politik[6]
- Josef Sekyra (1928–2008), geolog, horolezec, cestovatel, dobrodruh a polárník – první Čechoslovák na jižním pólu[6]
- Adolf Knoll (1954), výzkumný pracovník a knihovník, pověřený po listopadu 1989 řízením Národní knihovny ČR[6]
- František Štěpánek (1922–2000), divadelní režisér[6]
- Luba Skořepová (1923–2016), herečka, spisovatelka, dlouholetá členka činohry Národního divadla v Praze[8][6]
- Josef Menzel (1901–1975), novinář, překladatel a spisovatel dětských knih[9][6]
- Mgr. Bohumil Dvořáček (1917–2018), pedagog, novoměstský kronikář a čestný občan[6]
- Jan Milíč Lochman (1922–2004), teolog, filozof, vysokoškolský pedagog, rektor univerzity v Basileji[6]
- Ladislav Čerych (1925–2012), výzkumný pracovník pro UNESCO a OECD, mecenáš
- 1943–45 Miloš Forman (1932–2018), režisér, scenárista a herec[10]
- 1937–41 Jiří Šimáně (skaut) (1926–1975), speciální pedagog a skaut